# Yota Maejima
Yota Maejima (前嶋 洋太 Maejima Yota?, Kanagawa, 12 de agosto de 1997) es un futbolista japonés que juega como defensa en el Avispa Fukuoka de la J1 League.

## Trayectoria

### Clubes
| Club                     | País  | Año       |
| ------------------------ | ----- | --------- |
| Yokohama FC              | Japón | 2016-2021 |
| Kataller Toyama (cedido) | Japón | 2018-2019 |
| Mito HollyHock (cedido)  | Japón | 2020      |
| Avispa Fukuoka           | Japón | 2022-     |

## Palmarés

### Títulos nacionales
| Título         | Club           | País  | Año  |
| -------------- | -------------- | ----- | ---- |
| Copa J. League | Avispa Fukuoka | Japón | 2023 |